# Diocesi di Encarnación
La diocesi di Encarnación (in latino Dioecesis Sanctissimae Incarnationis) è una sede della Chiesa cattolica in Paraguay suffraganea dell'arcidiocesi di Asunción. Nel 2023 contava 553.429 battezzati su 703.528 abitanti. È retta dal vescovo Francisco Javier Pistilli Scorzara, P.Schönstatt.

## Territorio
La diocesi comprende il dipartimento paraguaiano di Itapúa.
Sede vescovile è la città di Encarnación, dove si trova la cattedrale di Nostra Signora dell'Incarnazione.
Il territorio si estende su 16.506 km² ed è suddiviso in 38 parrocchie, raggruppate in 4 decanati: Encarnación, Centro, Ovest, Nord.

## Storia
La prelatura territoriale di Encarnación e dell'Alto Paraná fu eretta il 21 gennaio 1957 con la bolla Dum insano di papa Pio XII, ricavandone il territorio dalle diocesi di Concepción en Paraguay e di Villarrica (oggi diocesi di Villarrica del Espíritu Santo).
Il 25 marzo 1968 la prelatura territoriale si divise, dando origine alla prelatura territoriale di Encarnación e alla prelatura territoriale dell'Alto Paraná (oggi diocesi di Ciudad del Este).
Il 19 aprile 1990 la prelatura territoriale di Encarnación è stata elevata a diocesi con la bolla Crevisse iam di papa Giovanni Paolo II.

## Cronotassi dei vescovi
Si omettono i periodi di sede vacante non superiori ai 2 anni o non storicamente accertati.
- Johannes Wiesen, S.V.D. † (21 gennaio 1957 - 1968 dimesso)[2]
- Juan Bockwinckel, S.V.D. † (11 maggio 1968 - 24 luglio 1987 ritirato)
- Jorge Adolfo Carlos Livieres Banks † (24 luglio 1987 - 5 luglio 2003 dimesso)
- Ignacio Gogorza Izaguirre, S.C.I. di Béth. (12 luglio 2004 - 15 novembre 2014 ritirato)
- Francisco Javier Pistilli Scorzara, P.Schönstatt, dal 15 novembre 2014

## Statistiche
La diocesi nel 2023 su una popolazione di 703.528 persone contava 553.429 battezzati, corrispondenti al 78,7% del totale.
| anno | popolazione | popolazione | popolazione | presbiteri | presbiteri | presbiteri | presbiteri                | diaconi | religiosi | religiosi | parrocchie |
| anno | battezzati  | totale      | %           | numero     | secolari   | regolari   | battezzati per presbitero | diaconi | uomini    | donne     | parrocchie |
| ---- | ----------- | ----------- | ----------- | ---------- | ---------- | ---------- | ------------------------- | ------- | --------- | --------- | ---------- |
| 1966 | 200.000     | 220.000     | 90,9        | 45         | 6          | 39         | 4.444                     |         | 10        | 26        | 18         |
| 1970 | 196.086     | 207.116     | 94,7        | 40         | 6          | 34         | 4.902                     |         | 45        | 39        | 19         |
| 1976 | 206.000     | 226.400     | 91,0        | 45         | 6          | 39         | 4.577                     |         | 46        | 59        | 22         |
| 1980 | 277.200     | 308.000     | 90,0        | 46         | 6          | 40         | 6.026                     |         | 46        | 92        | 25         |
| 1990 | 343.500     | 380.000     | 90,4        | 45         | 12         | 33         | 7.633                     |         | 53        | 121       | 31         |
| 1999 | 437.181     | 478.798     | 91,3        | 45         | 17         | 28         | 9.715                     | 1       | 34        | 127       | 30         |
| 2000 | 440.025     | 515.600     | 85,3        | 46         | 18         | 28         | 9.565                     | 1       | 32        | 118       | 30         |
| 2001 | 440.237     | 516.473     | 85,2        | 49         | 16         | 33         | 8.984                     | 1       | 38        | 93        | 30         |
| 2002 | 435.984     | 519.769     | 83,9        | 50         | 15         | 35         | 8.719                     | 1       | 40        | 95        | 30         |
| 2003 | 425.643     | 519.769     | 81,9        | 47         | 13         | 34         | 9.056                     | 1       | 40        | 90        | 31         |
| 2004 | 420.356     | 519.769     | 80,9        | 43         | 10         | 33         | 9.775                     | 1       | 42        | 88        | 31         |
| 2006 | 441.000     | 546.000     | 80,8        | 44         | 12         | 32         | 10.022                    | 1       | 42        | 82        | 30         |
| 2013 | 502.000     | 611.000     | 82,2        | 52         | 18         | 34         | 9.653                     | 1       | 38        | 72        | 33         |
| 2016 | 418.363     | 518.982     | 80,6        | 50         | 18         | 32         | 8.367                     | 1       | 36        | 82        | 35         |
| 2019 | 449.236     | 562.245     | 79,9        | 54         | 20         | 34         | 8.319                     |         | 35        | 59        | 38         |
| 2021 | 518.000     | 624.340     | 83,0        | 55         | 18         | 37         | 9.418                     |         | 41        | 57        | 38         |
| 2023 | 553.429     | 703.528     | 78,7        | 54         | 19         | 35         | 10.248                    | 1       | 38        | 42        | 38         |